# Falcon 4.0: Allied Force
Falcon 4.0: Allied Force est un simulateur de vol de combat sorti en 2005. C'est un jeu développé par Lead Pursuit et distribué par Graphsim Entertainment et Excalibur Publishing qui est basé sur le code source du simulateur (de même type) Falcon 4.0. Cette version, Falcon 4.0: Allied Force, possède en plus une campagne se déroulant dans les Balkans,,,,.